# زیردریایی یو-۵۹۸
زیردریایی یو-۵۹۸ (به انگلیسی: German submarine U-598) یک زیردریایی بود که طول آن ۶۷٫۱ متر (۲۲۰ فوت ۲ اینچ) بود. این زیردریایی در سال ۱۹۴۱ ساخته شد.